# 八角镇 (盐亭县)
八角镇，是中华人民共和国四川省绵阳市盐亭县已撤銷的一个乡镇级行政单位。2019年12月，撤销八角镇，将其所属行政区域划归九龙镇管辖。

## 行政区划
八角镇撤銷前下辖以下地区：
场镇社区、曙光村、青龙村、建设村、四化村、复明村、六和村、万灵村、会龙村、人民村、天星村、骑龙村、长岭村、双坝村、双江村、新胜村、金星村和青松村。